# Centre de rétention (Luxembourg)

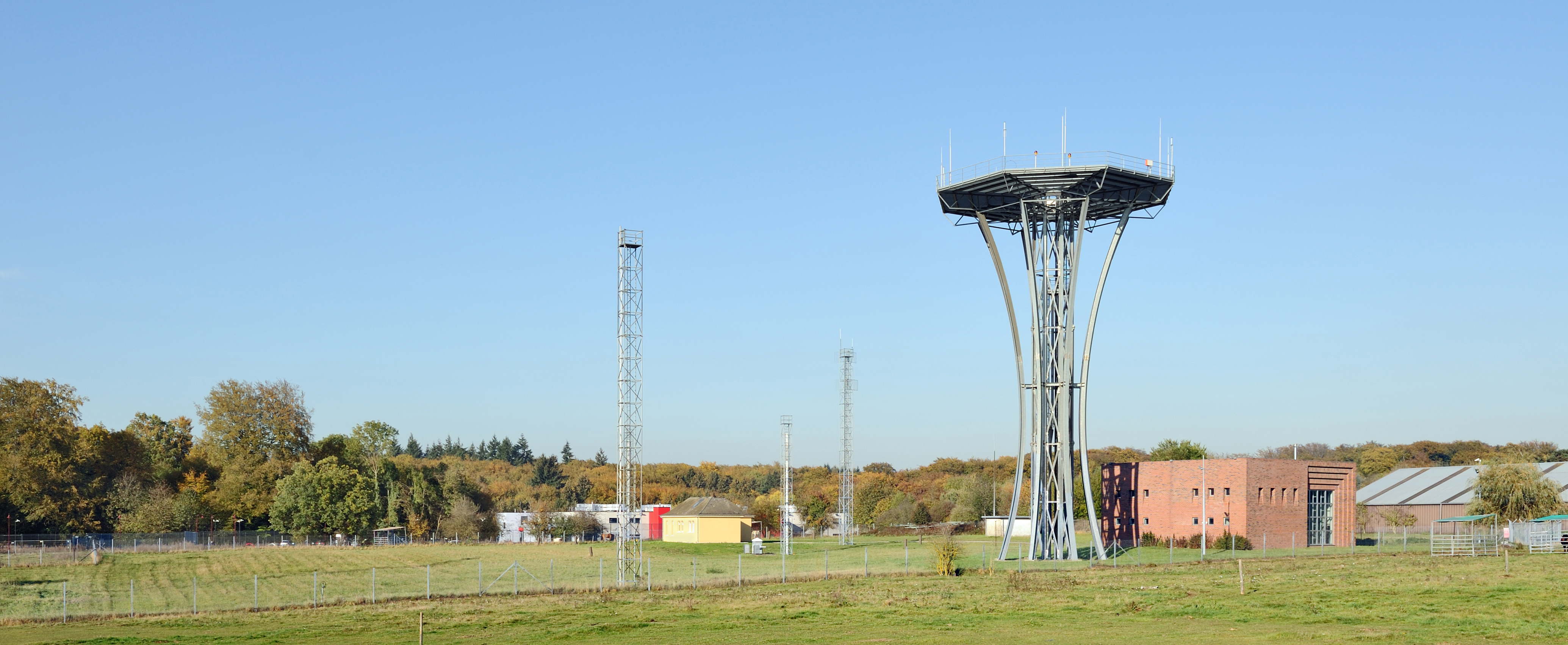
Le centre de rétention de Findel (à gauche de l'antenne sur l'image).

Le Centre de rétention du Luxembourg est un centre de rétention luxembourgeois. Il se trouve à Findel, section de la commune de Sandweiler. Il accueille les migrants en situation irrégulière et les personnes s'étant vu refuser l'asile par le gouvernement du Luxembourg. Les personnes concernées y sont retenues, sans possibilité de sortie, jusqu'à ce que leur soit signifiée leur reconduite à la frontière.
Bien que la loi limite la durée maximale d'enfermement au Centre de rétention à six mois, certaines personnes y restent jusqu'à un an. Les familles avec enfants ne peuvent elles y rester plus de 72 heures.
La création du Centre de rétention a été autorisée par la loi du 28 mai 2009, et l'établissement a ouvert ses portes en septembre 2011. Jusqu'à cette ouverture, les personnes concernées étaient enfermées à la prison du Schraasseg.

## Statistiques
En 2014, le Centre de rétention a accueilli 264 hommes, 17 femmes et 27 familles. Le budget du Centre pour 2014 s'établissait à 4,3 millions d'euros.